# Кривка (Липецкая область)
Кри́вка — село Усманского района Липецкой области. Центр Кривского сельсовета.

## Название
В устоявшейся традиции название села происходит от реки Кривка.

## История
Основана в 1698 году поселившимися здесь, на реке Кривке, у Истобного леса, крестьянами соседнего села Куликово. Первыми сюда пришли девять семей. К ним присоединились другие.
С 1700 года после постройки церкви Михаила Архангела Кривка получает статус села. В 1862 году в селе насчитывалось 153 двора с 1060 жителями (494 мужского пола и 566 женского).
В XIX веке приобрело известность как один из центров табаководства в Усманском уезде (см. также село Октябрьское).
Хроника села
Важные события из жизни села
| Год  | Событие                                                                   |
| ---- | ------------------------------------------------------------------------- |
| 1698 | Основание села                                                            |
| 1700 | Построена деревянная церковь                                              |
| 1777 | Подселение в село из Елецкого уезда                                       |
| 1797 | Жалоба крестьян царю Павлу I                                              |
| 1867 | Рядом с селом проложена железная дорога Грязи-Воронеж                     |
| 1876 | Голод в селе                                                              |
| 1891 | Голод в селе                                                              |
| 1914 | Открыта начальная Земская школа                                           |
| 1921 | Голод в селе                                                              |
| 1926 | Открылась изба-читальня                                                   |
| 1930 | Организован первый колхоз "Сознание"                                      |
| 1933 | Голод в селе                                                              |
| 1942 | Открыт первый медпункт                                                    |
| 1945 | Объединение всех колхозов в один им. Чапаева                              |
| 1947 | Голод в селе                                                              |
| 1954 | Открыта библиотека                                                        |
| 1958 | Первая электрифицированная ферма                                          |
| 1960 | Реорганизация Кривского колхоза в Октябрьский совхоз                      |
| 1965 | Электрификация села                                                       |
| 1969 | Начало асфальтирования центральной дороги. Построен Клуб.                 |
| 1975 | Начало использования баллонного газа                                      |
| 1981 | Размещение в селе подсобного хозяйства Липецкого тракторного завода (ЛТЗ) |
| 1982 | Запущена пилорама                                                         |
| 1983 | Найден клад золотых монет весом 12 кг.                                    |
| 1985 | Углубили оз. Дубняжное                                                    |
| 1986 | Сданы в эксплуатацию две водонапорные башни                               |
| 1988 | Заасфальтирована улица у новых домов                                      |
| 1990 | Построен модуль ангарного типа                                            |
| 1999 | Открыто новое здание школы                                                |

## Население
| 1862 | 1998 | 2010 | 2011 | 2012 | 2013 | 2014 | 2015 | 2016 |
| ---- | ---- | ---- | ---- | ---- | ---- | ---- | ---- | ---- |
| 1060 | ↘658 | ↗698 | ↗701 | ↘698 | ↗724 | ↗744 | ↗747 | ↘722 |
| 2017 | 2018 | 2021 |      |      |      |      |      |      |
| ↘703 | ↗732 | ↘714 |      |      |      |      |      |      |

По переписи населения в 1998 году 658 человек.
По переписи населения в 2011 году 701 человек.

## Примечание
1. 1 2  Итоги Всероссийской переписи населения 2020 года (по состоянию на 1 октября 2021 года)
2. ↑  Русские Церкви Храмы Центрально-Чернозёмного региона Архивная копия от 3 декабря 2013 на Wayback Machine
3. ↑  Список населённых мест по сведениям 1862 года / А. Артемьев. — СПб.: Центральный статистический комитет министерства внутренних дел, 1866. — Т. XLII Тамбовская губерния. — С. 91. — 186 с.
4. ↑  Список населенных мест по сведениям 1862 года. Том XLII. Тамбовская губерния — СПб.: 1866. — 186 с.
5. ↑  Всероссийская перепись населения 2010 года. Численность и размещение населения Липецкой области
6. ↑  Численность населения Усманского района на 01.01.2011
7. ↑  Численность населения Российской Федерации по муниципальным образованиям. Таблица 35. Оценка численности постоянного населения на 1 январ
8. ↑  Численность населения Российской Федерации по муниципальным образованиям на 1 января 2013 года. Таблица 33. Численность населения городских округов, муниципальных районов, городских и сельских поселений, городских населённых пунктов, сельских населённых пунктов — Росстат, 2013. — 528 с.
9. ↑  Таблица 33. Численность населения Российской Федерации по муниципальным образованиям на 1 января 2014 года
10. ↑  Численность населения Российской Федерации по муниципальным образованиям на 1 января 2015 года
11. ↑  Численность населения Российской Федерации по муниципальным образованиям на 1 января 2016 года — 2018.
12. ↑  Численность населения Российской Федерации по муниципальным образованиям на 1 января 2017 года — М.: Росстат, 2017.
13. ↑  Численность населения Российской Федерации по муниципальным образованиям на 1 января 2018 года — М.: Росстат, 2018.